# Akira Konno
Akira Konno (今野 章 Konno Akira?), född 12 september 1974 i Iwate prefektur, är en japansk före detta fotbollsspelare.
Konno började sin karriär 1997 i Júbilo Iwata. Med Júbilo Iwata vann han japanska ligan 1997, 1999 och japanska ligacupen 1998. 2000 flyttade han till Kawasaki Frontale. Han spelade 158 ligamatcher för klubben. Han avslutade karriären 2006.